# Parc Duden
Pour les articles homonymes, voir Duden (homonymie).
Le parc Duden (en néerlandais : Dudenpark) est un parc bruxellois d’environ 24 hectares, situé dans la commune de Forest, sur le flanc droit de la vallée de la Senne au sud du parc de Forest. Son relief est varié, son point le plus élevé est à 90 m d'altitude et son point le plus bas à 55 m. On peut y apercevoir un panorama urbain du centre de la capitale belge.

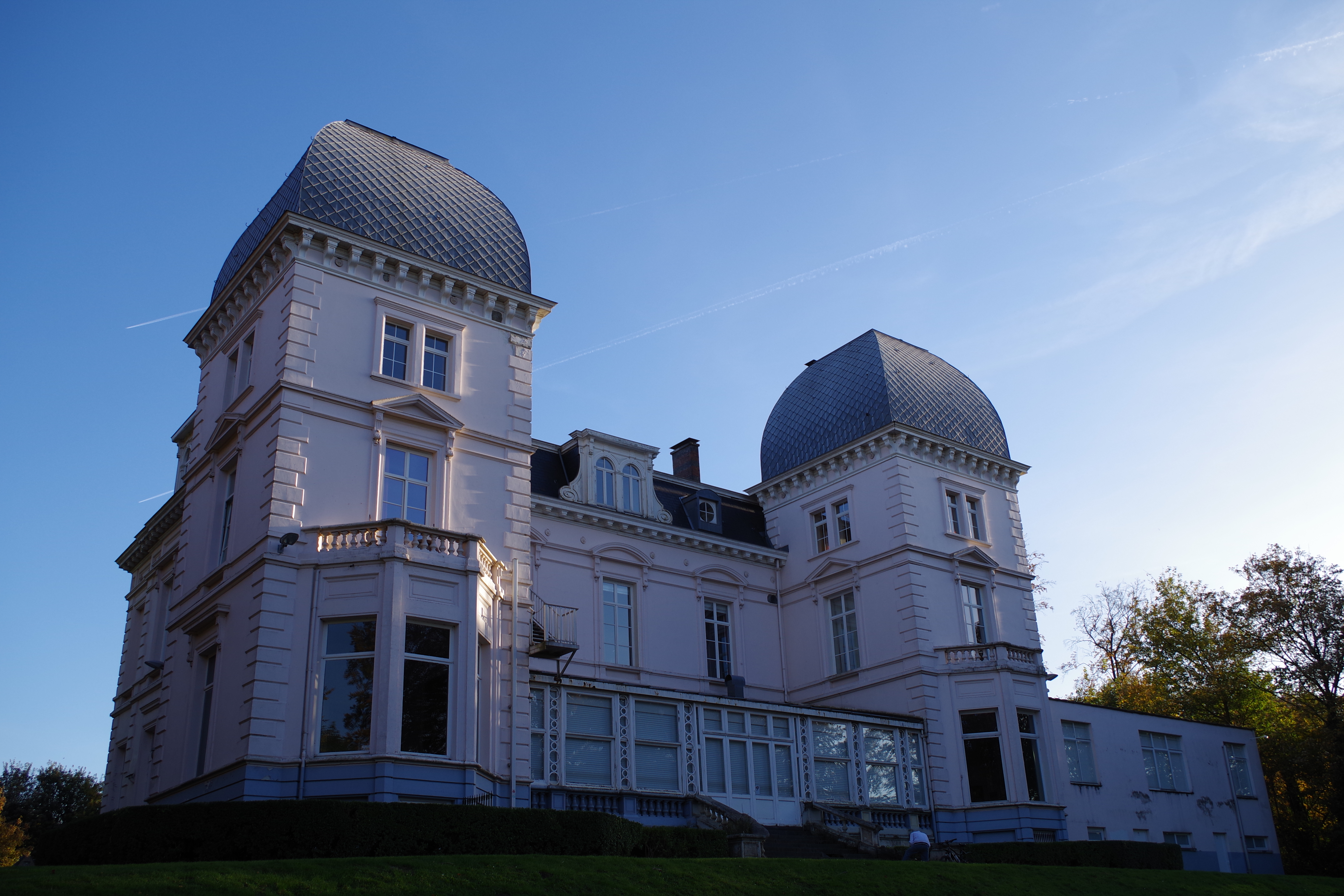
Château Parc Duden

Ce parc abrite un ancien château de la Donation royale qui accueille aujourd'hui une part des locaux et installations de la HELB-INRACI et de la NARAFI, les deux plus anciennes écoles de cinéma de Belgique.
Le parc Duden contient également le stade du même nom (également nommé Stade Joseph Marien), où ont lieu les matches de championnat de la Royale Union Saint-Gilloise et où se sont déroulés de nombreux matches de l'équipe nationale dans les années 1910 et 1920, ainsi que certaines compétitions des Jeux olympiques de 1920.

## Histoire
Par le passé, le parc Duden fut nommé Kruysbosch et fit partie du Heegdebos, une ramification de la forêt de Soignes.
Jusqu'à la fin du xviiie siècle, il appartenait à l'abbaye de Forest. En 1829, après avoir été nationalisé, le bien fut vendu par la Société Générale au banquier Edouard Mosselman, qui fit également l'acquisition du bois de la Cambre. En 1823, ce dernier y fit ériger une villa de style néoclassique et tracer des allées. Ensuite, il céda la propriété à Guillaume Duden, négociant allemand, qui fit ériger un nouveau château et la légua au Roi Léopold II, en 1900, avec la condition qu'elle devienne un parc public.
De 1912 à 2006, le parc fut géré par la Donation royale qui, par la suite, céda cette tâche à l'IBGE.

## Arbres remarquables
Ci-dessous, les 15 arbres remarquables du parc répertoriés par la Commission des monuments et des sites :
| Nom en français          | Nom en latin                       | cir. en cm |
| ------------------------ | ---------------------------------- | ---------- |
| Hêtre d'Europe           | Fagus sylvatica                    | 453        |
| Hêtre d'Europe           | Fagus sylvatica                    | 446        |
| Hêtre d'Europe           | Fagus sylvatica                    | 428        |
| Hêtre d'Europe           | Fagus sylvatica                    | 360        |
| Hêtre d'Europe           | Fagus sylvatica                    | 352        |
| Châtaignier              | Castanea sativa                    | 341        |
| Châtaignier              | Castanea sativa                    | 315        |
| Marronnier commun        | Aesculus hippocastanum             | 313        |
| Robinier faux-acacia     | Robinia pseudoacacia               | 311        |
| Févier sans épines       | Gleditsia triacanthos var. inermis | 162        |
| Noisetier de Byzance     | Corylus colurna                    | 152        |
| Savonnier de Chine       | Koelreuteria paniculata            | 129        |
| Épicéa bleu              | Picea pungens 'Glauca'             | 120        |
| Phellodendron de l'amour | Phellodendron amurense             | 113        |
| Phellodendron de Chine   | Phellodendron chinense             | 96         |

## Accessibilité
Ce site est desservi par la station de prémétro Albert.